# Badminton en France

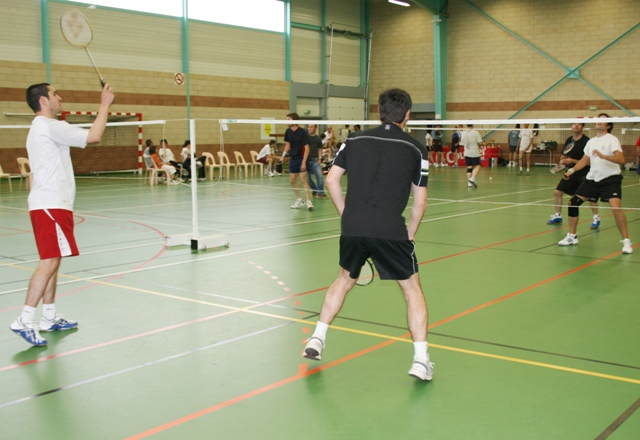
Pratique du badminton dans un gymnase en France

Le badminton en France est une activité sportive pratiquée par 189 185 licenciés lors de la saison 2019-2020.

## Histoire
Fin 1940, comme ce fut le cas pour le rugby à XIII, le tennis de table, le jeu de paume et la FSGT, le badminton tombe sous le coup d'une nouvelle réglementation : en 1941 la Fédération est dissoute par le régime de Vichy (cf. sa Révolution nationale) et rattachée à la Fédération de tennis. En avril 1942, le régime de Vichy interdit aussi deux autres fédérations amateurs multi-sports et scolaires : UFOLEP et USEP.
Depuis 1977, l’augmentation du nombre de joueurs français est de 7 à 18 % par an. En 10 ans, le nombre de licenciés en France a été multiplié par 6. Il y avait 600 clubs pour plus de 79 000 licenciés en 2001 ; la barre des 100 000 licenciés a été franchie début 2005 avec 1 460 clubs.
Sur le plan scolaire, dans le cadre de l’UNSS, le badminton avec 110 000 compétiteurs est au 2e rang des sports individuels les plus pratiqués.
Le badminton en simple fut la 2e activité sportive la plus pratiquée au baccalauréat 2004.
Selon la Fédération français de badminton, il y a 238 219 licenciés en 2025 contre 186 182 en 2015, les effectifs ont ainsi fortement  augmenté en dix ans.
Les Championnats de France ont lieu tous les ans dans différentes catégories : seniors, vétérans, juniors, universitaires, UNSS, etc.

## Compétitions Françaises

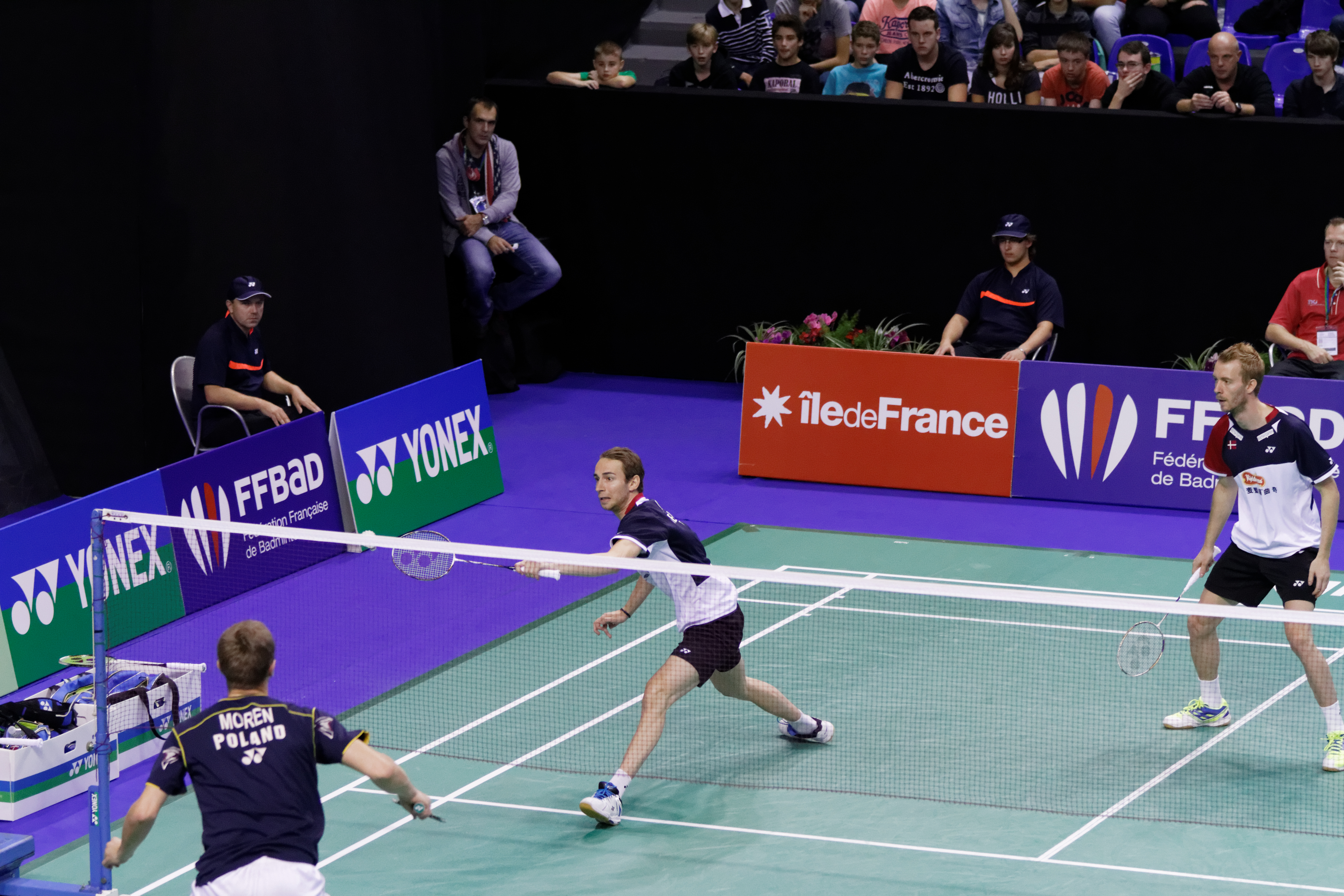
Open de France en 2013

En France il existe plusieurs types de compétitions.
Pour les jeunes il en existe six sortes :
- Le Trophée Départemental Jeunes (TDJ) ;
- Le Trophée Régional Jeunes (TRJ) ;
- Le Trophée Interrégional Jeunes (TIJ) ; apeller cij
- TNJ maintenant appeler cej
- L'Intercodep (Championnat de France entre les différents comités départementaux) ;
- Les Championnats de France Jeunes de badminton.

Pour les seniors il en existe cinq sortes :
- Les tournois privés ;
- Les interclubs (ouvert à tous niveaux nationaux) et son Championnat de France interclubs ;
- Les Championnats de France  (senior, vétéran, universitaires).

## La Fédération française de badminton
Depuis 1978, la Fédération française de badminton (FFBA puis FFBaD à partir de 2011) a pour objet de diriger, encourager, organiser, administrer et développer la pratique du badminton en France.
Le badminton en France, ce sont plus de 185 000 licenciés en 2016, 25 ligues régionales et 88 comités départementaux. La FFBaD est délégataire de l’État. Pour alléger son travail, elle délègue aux structures régionales des objectifs bien précis à suivre pour leur région.

### Les ligues régionales
Il existe 25 ligues en France dont 4 en Outre-mer. La ligue regroupe les clubs affiliés à sa fédération dans sa région. Son territoire est le même que celui de la direction régionale jeunesse et sports. C’est un organe de décentralisation de l’État qui a une relative autonomie, des moyens individualisés et une politique personnalisée.
La ligue constitue, avec les comités départementaux, les organes internes des fédérations et ne peuvent agir que sous la tutelle des fédérations.

## Classements
Le classement national est composé des séries N (National), R (Régional), D (Départemental) et P (Promotion). Chaque série est composée de trois niveaux, ce qui donne, en partant du plus élevé, le classement suivant : N1, N2, N3, R4, R5, R6, D7, D8, D9, P10, P11, P12. Un joueur n'ayant fait aucune rencontre officielle aura un classement dit « NC » pour Non Classé.
Un joueur a un classement propre à chaque discipline (simple hommes/dames, double hommes/dames et double mixte) et ses classements sont exprimés ainsi : S/D/Mx. Par exemple : N3/R4/N3.
Le classement dépend d’un nombre de points comptabilisés en fonction des victoires. Le calcul est assez complexe et le classement du joueur est réévalué chaque semaine sur la base des matchs joués lors des douze derniers mois.